# Hammuda al-Husain
Hammuda al-Husain (auch Hammuda Bey, arabisch حمودة باي, DMG Ḥammūda Bāy) war 1782 bis 1814 Bey von Tunis und gehörte zur Dynastie der Husainiden.
Unter seiner Regierung kam es zwischen 1807 und 1812 zum Krieg mit Algerien. In einer Bemühung, die Tributzahlungen seines Landes an Algerien zu beenden, belagerte er 1807 Constantine, wurde jedoch wieder vertrieben. Danach fanden einige erfolglose algerische Gegenangriffe (1807–1812) statt, die zu einem durch die Osmanen vermittelten Friedensvertrag führten, der 1821 unterzeichnet wurde.
| Vorgänger         | Amt                     | Nachfolger       |
| ----------------- | ----------------------- | ---------------- |
| Ali II. al-Husain | Bey von Tunis 1782–1814 | Uthman al-Husain |

| Personendaten    | Personendaten                                                        |
| ---------------- | -------------------------------------------------------------------- |
| NAME             | Husain, Hammuda al-                                                  |
| ALTERNATIVNAMEN  | Bey, Hammuda (Kurzname); Husain, Hammuda Bey al (vollständiger Name) |
| KURZBESCHREIBUNG | Herrscher von Tunesien (1782–1814)                                   |
| GEBURTSDATUM     | vor 1782                                                             |
| STERBEDATUM      | nach 1813                                                            |